# Viridiflora
Die Rosensorte Viridiflora, auch Rosa chinensis Jacq. ‚Viridiflora‘, ist eine „Grüne Rose“, die vermutlich um 1833 in den USA entstanden ist. Sie wurde nach England gebracht und dort um 1845 von Bambridge & Harrison in den Handel gebracht. ‚Viridiflora‘ ist eine Mutation der China-Rose ‚Old Blush‘. Weitere Namen sind: ‚Green Rose‘, ‚Grüne Rose‘, Rosa chinensis var. viridiflora Dipp., Rosa indica var. monstrosa Bean, Rosa monstrosa Breiter.
Ihre Blütenteile sind durch die Mutation alle zu Photosynthese betreibenden Organen umgewandelt (Phyllodie). Kronblätter, Staubblätter und Griffel sind laubähnlich verwandelt. Alle anderen Eigenschaften gleichen der Sorte 'Old Blush'.
Die Rose wird wie folgt beschrieben: Öfter und sehr lange blühend, Blüten mittelgroß, ca. 5 cm ⌀, gefüllt, nicht oder sehr schwach duftend, meist in Büscheln, mitunter einzeln, haltbar, Kronblätter gefranst, blattartig grün, mitunter bronze getönt, später nach rotbraun verfärbend, wenig duftend; Wuchs aufrecht, Höhe und Breite 90 cm. Obwohl die Blüten aus der Ferne kaum erkennbar sind, wird ‚Viridiflora‘ als Schnittblume für die Blumenbinderei verwendet. Die Sorte ist winterhart bis −29 °C (USDA-Zone 5).
Die Rose ‚Viridiflora‘ wird auch als „hässliche Kuriosität in der Welt der Rosen“ bezeichnet und ist angeblich (unbelegt!) schon seit 1743 in Kultur. Vielleicht stimmt aber die Angabe, wonach diese Rose um 1833 in Charleston, South Carolina, USA entstand und von dort 1837 zu Thomas Rivers nach England kam und schließlich 1845 durch die englische Baumschule Bembridge & Harrison weiter verbreitet wurde.

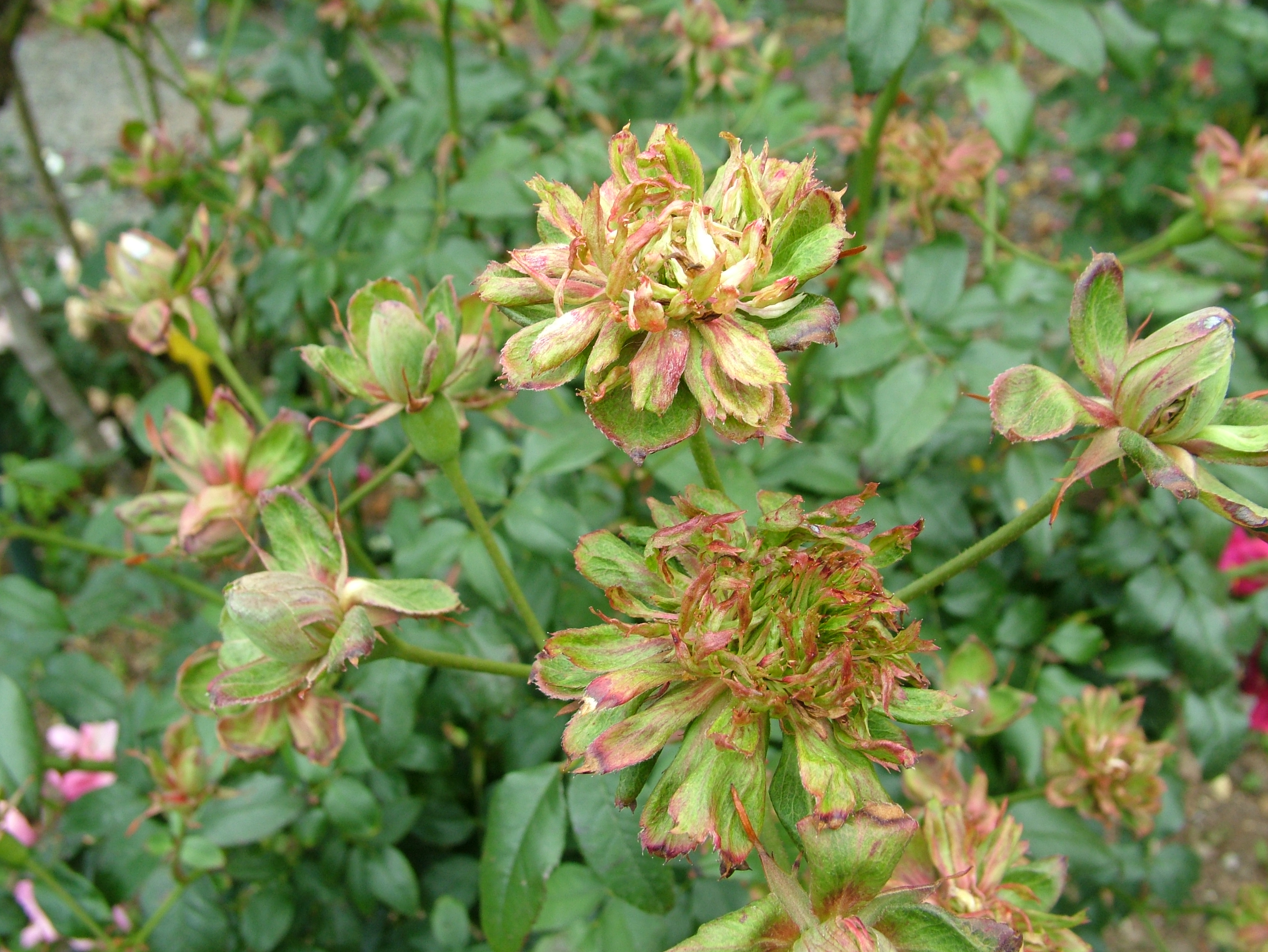
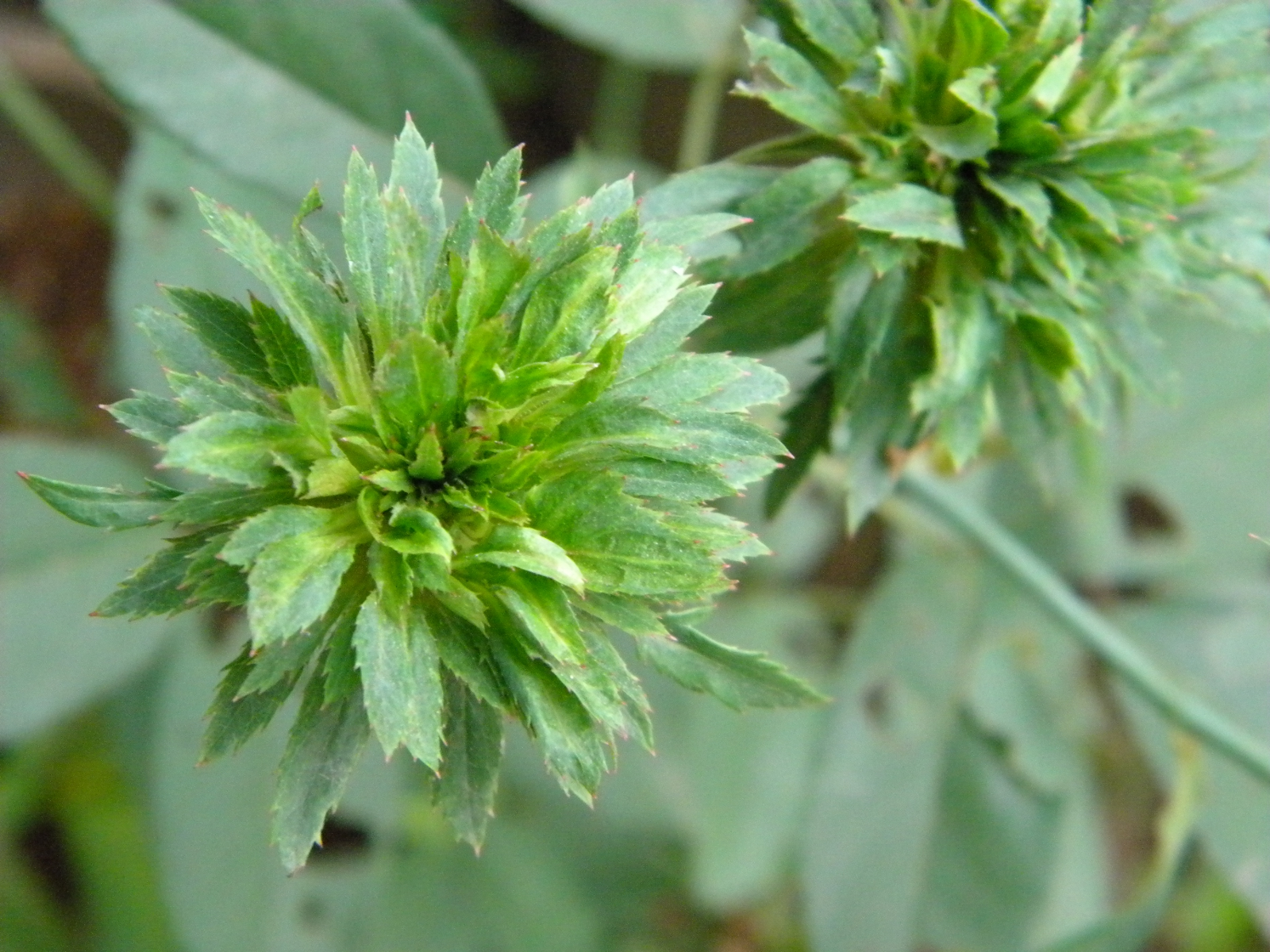
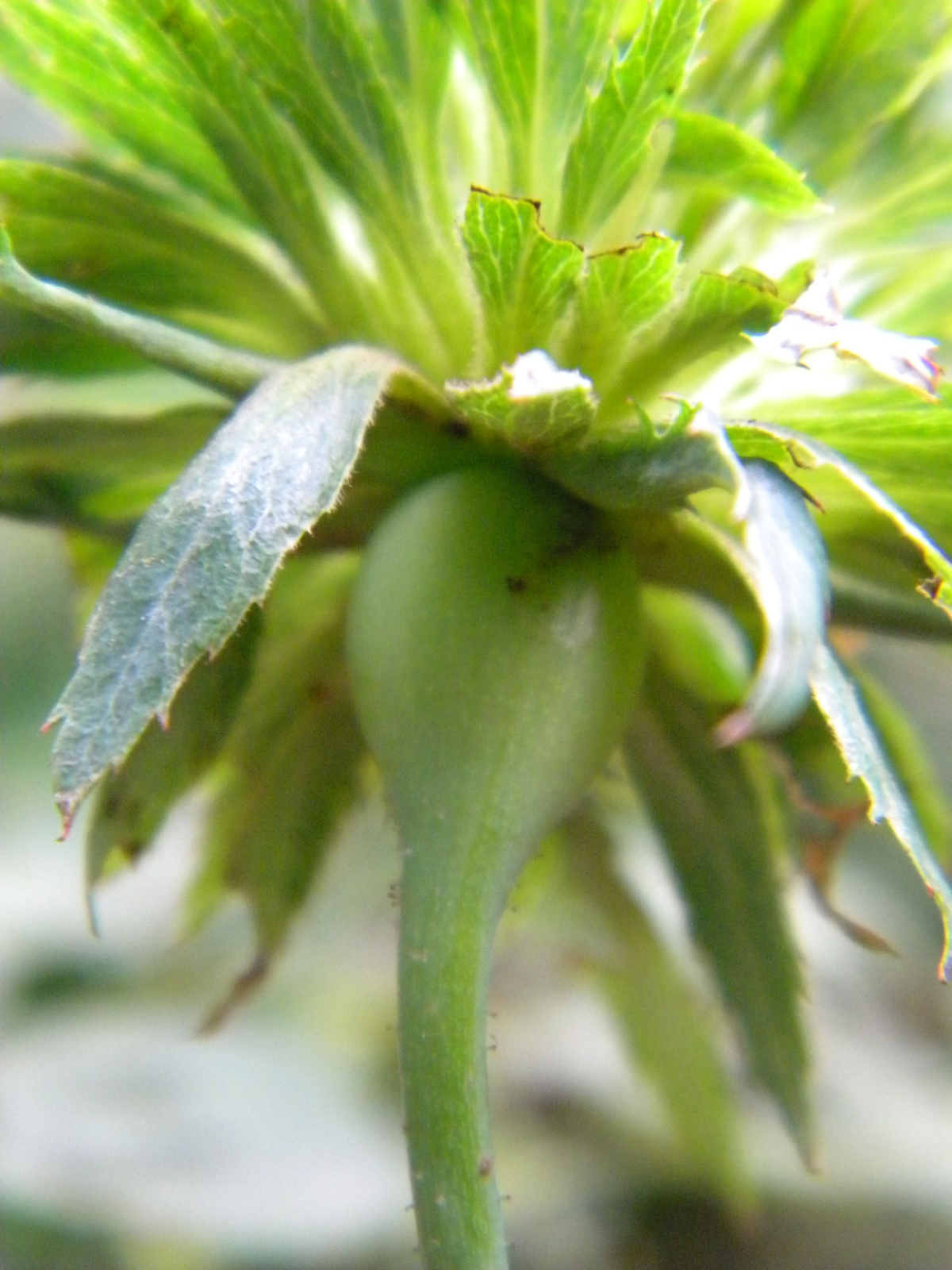